# ستيفن دونيلي (سياسي أسترالي)
ستيفن دونيلي (بالإنجليزية: Stephen Donnelly)‏ هو سياسي أسترالي، ولد في 1835، وتوفي في 26 نوفمبر 1910. انتخب عضو الجمعية التشريعية نيو ساوث ويلز.